# Jorge Guillén

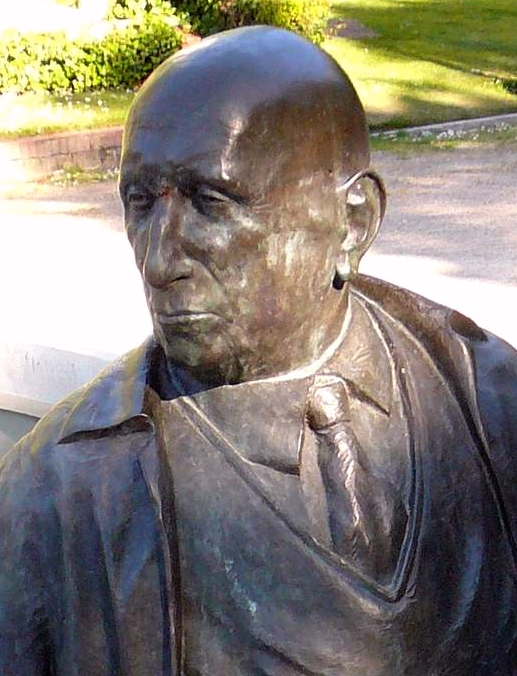
Denkmal von Jorge Guillén auf der Plaza de Poniente in Valladolid

Jorge Guillén y Álvarez [ˈxoɾxe ɣiˈʎen] (* 18. Januar 1893 in Valladolid; † 6. Februar 1984 in Málaga) war ein spanischer Dichter. Er gehörte zur Generación del 27.

## Biographie
Jorge Guillén, der Philosophie und Literatur studiert hatte, war von 1917 bis 1923 Assistenzlehrer für Spanisch an der Sorbonne. 1925 wurde er als Professor für Spanische Literatur an die Universität Murcia berufen. Ab 1929 lehrte er in Oxford und von 1932 bis 1938 an der Universität Sevilla. 1938 ging er zunächst nach Kanada ins Exil, von 1941 bis 1967 lehrte er am US-amerikanischen Wellesley College. Danach ging er zurück nach Europa, zunächst nach Florenz und später nach Málaga, wo er im Alter von 91 Jahren starb.

## Wirken
Jorge Guillén hat die ihm folgende Generation spanischer Dichter mit seiner Lyrik stark beeinflusst. Sein bekanntestes Werk ist der 1928 erschienene Gedichtband Cántico (deutscher Titel: Lobgesang), in dem Guillén die Schönheit der Welt besingt. Die ursprüngliche Fassung enthielt 75 Gedichte, wurde jedoch mehrmals erweitert, zuletzt 1950. Die endgültige Version besteht aus 334 Gedichten.
1964 wurde Guillén in die American Academy of Arts and Sciences gewählt. 1976 erhielt er den Cervantespreis.

## Bibliographie
- 1928 – Cántico
- 1954 – Huerto de Melibea
- 1956 – Del amanecer y el despertar
- 1957 – Clamor. Maremagnun
- 1957 – Lugar de Lázaro
- 1959 – Federíco en persona (Memoiren)
- 1960 – Clamor... Que van a dar en la mar
- 1960 – Historia Natural
- 1961 – Language and Poetry (Essays)
- 1962 – Las tentaciones de Antonio
- 1962 – Según las horas
- 1963 – Clamor. A la altura de las circunstancias
- 1967 – Homenaje. Reunión de vidas
- 1969 – Aire nuestro: Cántico, Clamor, Homenaje
- 1970 – Guirnalda civil
- 1972 – Al margen
- 1973 – Y otros poemas
- 1975 – Convivencia
- 1981 – Final
- 1981 – La expresión

### Deutsche Ausgaben
- Lobgesang. Eine Auswahl. Verlag die Arche, 1952. Übertragen von Ernst Robert Curtius.
- Sprache und Poesie. Einige Beispiele aus Spanien. Hanser 1965. Deutsch von Rainer Specht. ISBN 978-3-446-11228-5
- Mein Freund Federico Garcia Lorca. Ein Briefwechsel. Limes, Wiesbaden 1965. Übertragen von Hildegard Baumgardt bzw. Enrique Beck.
- Ausgewählte Gedichte. Spanisch/Deutsch, Suhrkamp 1974. Übertragen und mit einem Nachwort von Hildegard Baumgardt. ISBN 3-518-01411-0
- Berufung zum Sein. Ausgewählte Gedichte. Spanisch/Deutsch, Heyne 1992. Übertragen von Hildegard Baumgardt. ISBN 978-3-453-85015-6

### Sekundärliteratur
- Jorge Guilléns Cántico. Eine Motivstudie. von Georg Rudolf Lind. Analecta Romanica 1, Beihefte zu der romanischen Forschung, Frankfurt am Main 1955. ISBN 978-3-465-00494-3
- Zur Dichtung Jorge Guillén's. Architektonik und Ordo im zwanzigsten Jahrhundert. von Barbara Mitterer. Reihe Freiburger Schriften zur romanischen Philologie, Bd. 35. Fink, München 1978 ISBN 978-3-7705-1482-3
- Jorge Guilléns interkulturelle Poetik: Ein Werk zwischen Poesie, Literaturgeschichte und Literaturkritik. von Harda Distrid Miebach. Utz, 2008. ISBN 978-3-8316-0765-5